# Кастельон де ла Плана
Кастельон де ла Плана (на испански: Castellón de la Plana, произнася се Кастейон де ла Плана) е град в Испания. Намира се на Средиземноморското крайбрежие, в състава на Област Валенсия, като е третият по големина и брой на население в областта след Валенсия и Аликанте, със 169 498 жители (по данни към 1 януари 2017 г.).
Градът е известен с футболния отбор на Виляреал, чийто стадион се намира на 5 километра от центъра. Официалните езици са валенсиано и испански. Ежедневния език и този, който се говори и използва на обществени места и в учрежденията е валенсиано, който е западноиберийски диалект на испанския и много близък до каталунския.

## Икономика
Основни сектори на местната икономика са индустрията и земеделието (портокали и цитрусови култури), като туризмът е слабо представен, а забележителности почти липсват.
Въпреки това обаче огромното мнозинство от брутния вътрешен продукт на областта идва от силно развития керамичен сектор. Кастельон е провинцията, където е съсредоточена най-голяма част от испанското производство на теракота и фаянс.

## Побратимени градове
- Валенсия, Испания